# Europapokal der Landesmeister 1988/89
Der Europapokal der Landesmeister 1988/89 war die 34. Auflage des Wettbewerbs. 31 Klubmannschaften nahmen teil, darunter der Titelverteidiger und aktuelle Meister aus den Niederlanden PSV Eindhoven und 30 weitere Landesmeister der vergangenen Saison. Im Camp Nou in Barcelona wurde am 24. Mai 1989 das Finale ausgespielt.
Die Teilnehmer spielten im reinen Pokalmodus mit (bis auf das Finale) Hin- und Rückspielen um die Krone des europäischen Vereinsfußballs. Bei Torgleichstand zählte zunächst die größere Zahl der auswärts erzielten Tore; gab es auch hierbei einen Gleichstand, wurde das Rückspiel verlängert und ggf. sofort anschließend ein Elfmeterschießen zur Entscheidung ausgetragen.
Nach der Katastrophe von Heysel 1985 waren englische Mannschaften für eine Teilnahme am Wettbewerb gesperrt und der englische Meister der Saison 1987/88 durfte nicht teilnehmen.

## 1. Runde
Freilos:  PSV Eindhoven
Die Hinspiele fanden am 6. (BFC vs. Werder und Reykjavík vs. Monaco) / 7. September, die Rückspiele am 4. (Monaco vs. Reykjavík) / 5./11. (Werder vs. BFC) Oktober 1988 statt.
|                     | Gesamt          |                       | Hinspiel | Rückspiel |
| ------------------- | --------------- | --------------------- | -------- | --------- |
| Valur Reykjavík     | 1:2             | AS Monaco             | 1:0      | 0:2       |
| BFC Dynamo          | 3:5             | Werder Bremen         | 3:0      | 0:5       |
| AE Larisa           | 3:3 (0:3 i. E.) | Neuchâtel Xamax       | 2:1      | 1:2 n. V. |
| Ħamrun Spartans     | 2:3             | KS 17. Nëntori Tirana | 2:1      | 0:2       |
| Górnik Zabrze       | 7:1             | Jeunesse Esch         | 3:0      | 4:1       |
| Honvéd Budapest     | 1:4             | Celtic Glasgow        | 1:0      | 0:4       |
| Dundalk FC          | 0:8             | Roter Stern Belgrad   | 0:5      | 0:3       |
| Sparta Prag         | 3:7             | Steaua Bukarest       | 1:5      | 2:2       |
| Real Madrid         | 4:0             | Moss FK               | 3:0      | 1:0       |
| Pezoporikos Larnaka | 2:7             | IFK Göteborg          | 1:2      | 1:5       |
| FC Brügge           | (a)2:2(a)       | Brøndby IF            | 1:0      | 1:2       |
| FC Porto            | 3:2             | HJK Helsinki          | 3:0      | 0:2       |
| SK Rapid Wien       | 2:3             | Galatasaray Istanbul  | 2:1      | 0:2       |
| Spartak Moskau      | 3:1             | Glentoran FC          | 2:0      | 1:1       |
| FK Witoscha Sofia   | 2:7             | AC Mailand            | 0:2      | 2:5       |

## 2. Runde
Die Hinspiele fanden am 26. Oktober, die Rückspiele am 9. November 1988 statt.
|                       | Gesamt          |                      | Hinspiel | Rückspiel |
| --------------------- | --------------- | -------------------- | -------- | --------- |
| Celtic Glasgow        | 0:1             | Werder Bremen        | 0:1      | 0:0       |
| PSV Eindhoven         | 5:2             | FC Porto             | 5:0      | 0:2       |
| Steaua Bukarest       | 5:1             | Spartak Moskau       | 3:0      | 2:1       |
| KS 17. Nëntori Tirana | 0:4             | IFK Göteborg         | 0:3      | 0:1       |
| FC Brügge             | 2:6             | AS Monaco            | 1:0      | 1:6       |
| Neuchâtel Xamax       | 3:5             | Galatasaray Istanbul | 3:0      | 0:5       |
| Górnik Zabrze         | 2:4             | Real Madrid          | 0:1      | 02:3 1    |
| AC Mailand            | 2:2 (4:2 i. E.) | Roter Stern Belgrad  | 1:1      | 1:1 n. V. |

## Viertelfinale
Die Hinspiele fanden am 1., die Rückspiele am 15. März 1989 statt.
|               | Gesamt |                      | Hinspiel | Rückspiel |
| ------------- | ------ | -------------------- | -------- | --------- |
| IFK Göteborg  | 2:5    | Steaua Bukarest      | 1:0      | 1:5       |
| Werder Bremen | 0:1    | AC Mailand           | 0:0      | 0:1       |
| PSV Eindhoven | 2:3    | Real Madrid          | 1:1      | 1:2 n. V. |
| AS Monaco     | 1:2    | Galatasaray Istanbul | 0:1      | 01:1 2    |

## Halbfinale
Die Hinspiele fanden am 5., die Rückspiele am 19. April 1989 statt.
|                 | Gesamt |                      | Hinspiel | Rückspiel |
| --------------- | ------ | -------------------- | -------- | --------- |
| Steaua Bukarest | 5:1    | Galatasaray Istanbul | 4:0      | 01:1 3    |
| Real Madrid     | 1:6    | AC Mailand           | 1:1      | 0:5       |

## Finale
| Steaua Bukarest                                         | Steaua Bukarest | AC Mailand | AC Mailand |
| ------------------------------------------------------- | --- | --- | ---------- |
| Steaua Bukarest                                         | \| 24. Mai 1989 in Barcelona (Camp Nou) \| \| Ergebnis: 0:4 (0:3) \| \| Zuschauer: 97.000 \| \| Schiedsrichter: Karl-Heinz Tritschler ( BR Deutschland) \|                                                                     | \| 24. Mai 1989 in Barcelona (Camp Nou) \| \| Ergebnis: 0:4 (0:3) \| \| Zuschauer: 97.000 \| \| Schiedsrichter: Karl-Heinz Tritschler ( BR Deutschland) \| | AC Mailand |
| Steaua Bukarest                                         | Silviu Lung – Ștefan Iovan, Dan Petrescu, Adrian Bumbescu, Nicolae Ungureanu – Gheorghe Hagi, Tudorel Stoica , Daniel Minea, Iosif Rotariu (46. Gavril Balint) – Marius Lăcătuș, Victor Pițurcă Cheftrainer: Anghel Iordănescu | Giovanni Galli – Mauro Tassotti, Alessandro Costacurta (74. Filippo Galli), Franco Baresi , Paolo Maldini – Angelo Colombo, Frank Rijkaard, Carlo Ancelotti, Roberto Donadoni – Ruud Gullit (60. Pietro Paolo Virdis), Marco van Basten Cheftrainer: Arrigo Sacchi | AC Mailand |
| Steaua Bukarest                                         | 0:1 Ruud Gullit (17.) 0:2 Marco van Basten (26.) 0:3 Ruud Gullit (38.) 0:4 Marco van Basten (46.) | | AC Mailand |
| Steaua Bukarest                                         | Franco Baresi (48.) | | AC Mailand |
| 24. Mai 1989 in Barcelona (Camp Nou)                    | | |            |
| Ergebnis: 0:4 (0:3)                                     | | |            |
| Zuschauer: 97.000                                       | | |            |
| Schiedsrichter: Karl-Heinz Tritschler ( BR Deutschland) | | |            |

## Beste Torschützen
| Rang | Spieler           | Klub                 | Tore |
| ---- | ----------------- | -------------------- | ---- |
| 1    | Marco van Basten  | AC Mailand           | 10   |
| 2    | Marius Lăcătuș    | Steaua Bukarest      | 7    |
| 3    | Gheorghe Hagi     | Steaua Bukarest      | 6    |
| 4    | Hugo Sánchez      | Real Madrid          | 5    |
|      | Tanju Çolak       | Galatasaray Istanbul | 5    |
| 6    | Emilio Butragueño | Real Madrid          | 4    |
|      | Ilie Dumitrescu   | Steaua Bukarest      | 4    |
|      | Ruud Gullit       | AC Mailand           | 4    |

## Eingesetzte Spieler AC Mailand
| AC Mailand | AC Mailand |
| ---------- | --- |
| AC Mailand | - Tor: Giovanni Galli (9/-) - Abwehr: Mauro Tassotti (9/-); Franco Baresi (8/-); Alessandro Costacurta (7/-); Paolo Maldini (7/-); Filippo Galli (4/-); Roberto Mussi (3/-) - Mittelfeld: Roberto Donadoni (9/1); Frank Rijkaard (9/1); Angelo Colombo (9/-); Ruud Gullit (8/4); Carlo Ancelotti (7/1); Alberigo Evani (5/-); Christian Lantignotti (1/-) - Sturm: Marco van Basten (9/10); Pietro Paolo Virdis (6/3); Massimiliano Cappellini (2/-); Graziano Mannari (1/-) - Trainer: Arrigo Sacchi |